# Bưởi Phúc Trạch
Bưởi Phúc Trạch là giống bưởi đặc sản của huyện Hương Khê, tỉnh Hà Tĩnh. Phủ phúc trạch thời Nguyễn nơi được cho là tạo ra thứ bưởi này ngon nhất.
Bưởi Phúc Trạch có hình cầu tròn, bề ngang và chiều cao gần bằng nhau, cuống quả không lồi, đế quả hơi lõm, vỏ không trơn không ráp, màu sắc vỏ quả xanh vàng, màu sắc thịt quả màu hồng nhạt hoặc màu trắng trong, khối lượng quả đạt từ 1-1,5 kg, số múi 14-16 múi/quả, tỉ lệ ăn được từ 48,1-54,1, số hạt bình quân trong quả 50-70 hạt/quả, độ BRIX (%) từ 10-12,8%, có mùi thơm nhẹ tự nhiên hơi đặc trưng, có vị ngọt hơi thanh chua, ngọt hậu.
Hiện nay bưởi Phúc Trạch được trồng tập trung chủ yếu ở 4 xã Phúc Trạch, Hương Trạch, Hương Đô, Lộc Yên (đều ở huyện Hương Khê, tỉnh Hà Tĩnh). Có 10 xã phụ cận cũng trồng loại bưởi này. Tuy nhiên, theo các nhà quản lý địa phương, trồng ngon nhất vẫn là một làng tại xã Phúc Trạch. Tổng diện tích trồng bưởi Phúc Trạch tại huyện Hương Khê, tỉnh Hà Tĩnh hiện nay là khoảng 1.500 ha.
Trước Cách mạng tháng Tám, loại quả này có đen bán ở Hồng Kông và thep Việt kiều mang sang Paris được người Pháp ưa thích. Năm 1938, bưởi Phúc Trạch đã được thưởng mề đay trong cuộc đấu xảo quả ngon toàn Đông Dương.
Năm 2002, Bộ Nông nghiệp và Phát triển nông thôn công nhận là một trong bảy loại cây ăn quả quý hiếm cấm không được xuất khẩu giống.
Năm 2004, Cục Sở hữu trí tuệ - Bộ Khoa học và Công nghệ Việt Nam đã chính thức cấp giấy chứng nhận đăng ký nhãn hiệu hàng hóa cho sản phẩm bưởi Phúc Trạch.